# Saint-Sulpice-de-Royan
Saint-Sulpice-de-Royan és un municipi francès situat al departament del Charente Marítim i a la regió de la Nova Aquitània. L'any 2007 tenia 2.735 habitants.

## Demografia

### Població
El 2007 la població de fet de Saint-Sulpice-de-Royan era de 2.735 persones. Hi havia 1.140 famílies de les quals 264 eren unipersonals (104 homes vivint sols i 160 dones vivint soles), 460 parelles sense fills, 356 parelles amb fills i 60 famílies monoparentals amb fills.
La població ha evolucionat segons el següent gràfic:
Habitants censats

### Habitatges
El 2007 hi havia 1.341 habitatges, 1.164 eren l'habitatge principal de la família, 123 eren segones residències i 54 estaven desocupats. 1.195 eren cases i 132 eren apartaments. Dels 1.164 habitatges principals, 877 estaven ocupats pels seus propietaris, 263 estaven llogats i ocupats pels llogaters i 24 estaven cedits a títol gratuït; 11 tenien una cambra, 79 en tenien dues, 156 en tenien tres, 360 en tenien quatre i 558 en tenien cinc o més. 922 habitatges disposaven pel capbaix d'una plaça de pàrquing. A 515 habitatges hi havia un automòbil i a 565 n'hi havia dos o més.

### Piràmide de població
La piràmide de població per edats i sexe el 2009 era:
| Homes | Edats   | Dones |
| ----- | ------- | ----- |
| 0     | 95 o +  | 4     |
| 4     | 90 a 94 | 8     |
| 4     | 85 a 89 | 8     |
| 12    | 80 a 84 | 12    |
| 56    | 75 a 79 | 36    |
| 36    | 70 a 74 | 56    |
| 56    | 65 a 69 | 60    |
| 56    | 60 a 64 | 48    |
| 72    | 55 a 59 | 76    |
| 80    | 50 a 54 | 104   |
| 128   | 45 a 49 | 84    |
| 84    | 40 a 44 | 104   |
| 88    | 35 a 39 | 80    |
| 72    | 30 a 34 | 96    |
| 48    | 25 a 29 | 72    |
| 40    | 20 a 24 | 60    |
| 72    | 15 a 19 | 100   |
| 48    | 10 a 14 | 88    |
| 68    | 5 a 9   | 64    |
| 44    | 0 a 4   | 52    |

## Economia
El 2007 la població en edat de treballar era de 1.814 persones, 1.277 eren actives i 537 eren inactives. De les 1.277 persones actives 1.165 estaven ocupades (609 homes i 556 dones) i 112 estaven aturades (36 homes i 76 dones). De les 537 persones inactives 261 estaven jubilades, 117 estaven estudiant i 159 estaven classificades com a «altres inactius».

### Ingressos
El 2009 a Saint-Sulpice-de-Royan hi havia 1.189 unitats fiscals que integraven 2.808,5 persones, la mediana anual d'ingressos fiscals per persona era de 18.642 €.

### Activitats econòmiques
Dels 205 establiments que hi havia el 2007, 1 era d'una empresa extractiva, 6 d'empreses alimentàries, 4 d'empreses de fabricació de material elèctric, 2 d'empreses de fabricació d'elements pel transport, 16 d'empreses de fabricació d'altres productes industrials, 66 d'empreses de construcció, 48 d'empreses de comerç i reparació d'automòbils, 5 d'empreses de transport, 8 d'empreses d'hostatgeria i restauració, 4 d'empreses financeres, 13 d'empreses immobiliàries, 15 d'empreses de serveis, 8 d'entitats de l'administració pública i 9 d'empreses classificades com a «altres activitats de serveis».
Dels 79 establiments de servei als particulars que hi havia el 2009, 1 era una oficina de correu, 8 tallers de reparació d'automòbils i de material agrícola, 1 taller d'inspecció tècnica de vehicles, 1 autoescola, 13 paletes, 12 guixaires pintors, 9 fusteries, 11 lampisteries, 8 electricistes, 2 empreses de construcció, 5 perruqueries, 4 restaurants, 2 agències immobiliàries, 1 tintoreria i 1 saló de bellesa.
Dels 14 establiments comercials que hi havia el 2009, 1 era una gran superfície de material de bricolatge, 1 una botiga de menys de 120 m², 1 una fleca, 1 una carnisseria, 2 peixateries, 2 botigues de roba, 1 una botiga d'electrodomèstics, 1 una botiga de mobles, 3 botigues de material esportiu i 1 un drogueria.
L'any 2000 a Saint-Sulpice-de-Royan hi havia 23 explotacions agrícoles que ocupaven un total de 825 hectàrees.

## Equipaments sanitaris i escolars
L'únic equipament sanitari que hi havia el 2009 era una farmàcia.
El 2009 hi havia 1 escola maternal i 1 escola elemental.

## Poblacions més properes
El següent diagrama mostra les poblacions més properes.